# ميدولي
ميدولي هي بلدية في مقاطعة منتوة في لومبارديا في إيطاليا، وتقع على بعد حوالي 110 كيلومترات (68ميل) شرق ميلانو وحوالي 40 كيلومترًا (25ميلًا) شمال غرب مانتوف.
تقع على حدود البلديات التالية : كاستل جوفريدو، كاستيجليون ديلي ستيفيير، كافريانا، سيريسارا، جيديزولو، سولفرينو، كاربينيدولو.

## روابط خارجية
- الموقع الرسمي